# Mike Binder
Mike Binder (Detroit, 2 de junho de 1958) é um premiado cineasta, roteirista, produtor e ator norte-americano.

## Vida e carreira
Nascido em Detroit, Mike Binder cresceu em Birmingham, um dos subúrbios da cidade, e participou do Acampamento de Tamakwa, que serviu de base para o seu filme O Melhor Verão de Nossas Vidas. Começando sua carreira como roteirista e comediante, onde ocorreu a estréia de seu primeiro roteiro, O Cadillac Azul de 1990, dirigido por Joe Roth e co-produzido por Mike, e seu próprio especial de comédia na HBO, transmitido na noite seguinte, 10 de março. A estréia de Binder na direção foi com o seu segundo roteiro, Cruzando a Fronteira de 1992. Sua posição na indústria aumentou ainda mais com a série de comédia da HBO, The Mind of the Married Man (2001-2002), que co-escreveu e co-dirigiu e estrelou como o personagem central "Micky Barnes", produzindo 20 episódios. A canção tema da série foi a mesma do musical I Love My Life, encenado na Broadway em 1977. Seu filme independente Criei um Monstro ganhou "Melhor Filme" e Binder ganhou "Melhor Ator" no Comedy Arts Festival de 2001 em Aspen.
Binder escreveu e dirigiu três filmes em meados dos anos 2000 em que também interpretou papéis coadjuvantes. O primeiro, A Outra Face da Raiva, estrelado por Joan Allen e Kevin Costner, que estreou no Sundance Film Festival em janeiro de 2005, treze meses depois, Um Cara Quase Perfeito, com Ben Affleck, foi visto pela primeira vez no Santa Barbara International Film Festival em fevereiro de 2006 e, após mais 13 meses, Reine Sobre Mim, com Adam Sandler, foi lançado em março de 2007. Os três filmes foram produzidos por Alex Gartner (Upside of Anger), Michael Rotenberg (Man about Town e Reign Over Me), e o irmão mais novo de Binder, Jack Binder, com quem Mike formou a Sunlight Productions. Seu primo, Bryan Binder, escreveu dois roteiros e trabalhou na sua empresa de produção. Seu mais recente filme é Preto ou Branco, estrelado por Kevin Costner e Octavia Spencer.
Como ator, Binder foi destaque em Minority Report - A Nova Lei de Steven Spielberg com Tom Cruise, e A Conspiração de Rod Lurie com Joan Allen, Gary Oldman, e Jeff Bridges, além de A Vida Íntima de Pippa Lee de Rebecca Miller com Robin Wright Penn, Alan Arkin, e Julianne Moore.
Como roteirista, já escreveu roteiros para Steven Spielberg, Tom Cruise, Julia Roberts, Robert Zemeckis, Jim Carrey, Adam Sandler, e Tim Allen.
É casado com Diane Murphy e tem dois filhos.

## Filmografia
| Ano    | Filme                          | Diretor | Produtor | Roteirista | Ator | Papel               | Notas                                                                    |
| ------ | ------------------------------ | ------- | -------- | ---------- | ---- | ------------------- | ------------------------------------------------------------------------ |
| 1990   | Coupe de Ville                 |         | Sim      | Sim        |      |                     |                                                                          |
| 1992   | Crossing the Bridge            | Sim     |          | Sim        |      |                     |                                                                          |
| 1993   | Indian Summer                  | Sim     |          | Sim        |      |                     |                                                                          |
| 1999   | The Sex Monster                | Sim     |          | Sim        | Sim  | Marty Barnes        | Comedy Arts Festival de Melhor Ator Comedy Arts Festival de Melhor Filme |
| 2000   | The Contender                  |         |          |            | Sim  | Lewis Hollis        |                                                                          |
| 2001-2 | The Mind of the Married Man    |         |          |            | Sim  | Micky Barnes        | Série de televisão, Criador                                              |
| 2002   | Minority Report                |         |          |            | Sim  | Leo Crow            |                                                                          |
| 2005   | The Upside of Anger            | Sim     |          | Sim        | Sim  | Adam "Shep" Goodman |                                                                          |
| 2006   | Man about Town                 | Sim     |          | Sim        | Sim  | Morty               |                                                                          |
| 2007   | Reign Over Me                  | Sim     |          | Sim        | Sim  | Bryan Sugarman      |                                                                          |
| 2009   | The Private Lives of Pippa Lee |         |          |            | Sim  | Sam Shapiro         |                                                                          |
| 2011   | Fanboy                         |         |          |            | Sim  | Treinador           |                                                                          |
| 2011   | One Day                        |         |          |            | Sim  | Agente de Dexter    | não creditado                                                            |
| 2014   | Black or White                 | Sim     | Sim      | Sim        |      |                     |                                                                          |